# Sedlec u Mikulova
Sedlec u Mikulova – przystanek kolejowy w Sedlcu, w kraju południowomorawskim, w Czechach. Znajduje się na wysokości 180 m n.p.m.
Jest zarządzany przez Správę železnic. Na przystanku nie ma możliwości zakupu biletów, a obsługa podróżnych odbywa się w pociągu.

## Linie kolejowe
- 246 Břeclav - Znojmo